# Ценін-Пеже
Ценін-Пеже (пол. Cienin-Perze) — село в Польщі, у гміні Слупца Слупецького повіту Великопольського воєводства.
У 1975-1998 роках село належало до Конінського воєводства.